# Stati Uniti d'America agli XI Giochi olimpici invernali
Gli Stati Uniti d'America parteciparono agli XI Giochi olimpici invernali, svoltisi a Sapporo, Giappone, dal 3 al 13 febbraio 1972, con una delegazione di 103 atleti impegnati in dieci discipline.

## Medagliere

### Per discipline
| Sport                   | Oro | Argento | Bronzo | Totale |
| ----------------------- | --- | ------- | ------ | ------ |
| Pattinaggio di velocità | 2   | 1       | 1      | 4      |
| Sci alpino              | 1   | 0       | 1      | 2      |
| Hockey su ghiaccio      | 0   | 1       | 0      | 1      |
| Pattinaggio di figura   | 0   | 0       | 1      | 1      |
| Totale                  | 3   | 2       | 3      | 8      |

### Medaglie
| Medaglia | Atleta | Sport                   | Evento                          |
| -------- | --- | ----------------------- | ------------------------------- |
| Oro      | Anne Henning | Pattinaggio di velocità | 500 m femminile                 |
| Oro      | Dianne Holum | Pattinaggio di velocità | 1500 m femminile                |
| Oro      | Barbara Cochran | Sci alpino              | Slalom speciale femminile       |
| Argento  | Michael Curran Peter Sears Charles Brown James McElmury Richard McGlynn Bruce McIntosh Thomas Mellor Walter Olds Frank Sanders Kevin Ahearn Larry Bader Henry Boucha Robbie Ftorek Mark Howe Keith Christiansen Stuart Irving Ronald Naslund Craig Sarner Timothy Sheehy | Hockey su ghiaccio      | Maschile                        |
| Argento  | Dianne Holum | Pattinaggio di velocità | 3000 m femminile                |
| Bronzo   | Janet Lynn | Pattinaggio di figura   | Pattinaggio di figura femminile |
| Bronzo   | Anne Henning | Pattinaggio di velocità | 1000 m femminile                |
| Bronzo   | Susie Corrock | Sci alpino              | Discesa libera femminile        |